# Jacquelyn Gill
Jacquelyn Gill es paleoecóloga y profesora asistente de ciencias climáticas en la Universidad de Maine. Ha trabajado en temas como la relación entre la megafauna y vegetación en el Pleistoceno, y los núcleos de sedimento en Jamaica. Adicionalmente es divulgadora científica en temas de cambio climático y calentamiento global.

## Educación
Gill se inspiró a seguir una carrera científica mientras exploraba cuevas en las colinas del parque nacional Acadia, al conocer que se habían formado cuando el nivel del mar estaba más alto y se elevaron cuando la costa de Maine se recuperó después de ser empujada hacia abajo por el peso de glaciares de la Edad de Hielo. En 2005, Gill obtuvo una licenciatura en Ecología Humana en el College of the Atlantic y estudió un curso corto de palinología en la Universidad de Londres. Luego se trasladó a la Universidad de Wisconsin, donde completó un doctorado titulado, "La biogeografía de la agitación biótica: asociaciones de plantas novedosas y el final: extinción de la megafauna del Pleistoceno", bajo la supervisión del Dr. John Williams en 2012.[cita requerida] Este trabajo examinó el impacto de la extinción de animales gigantes del Pleistoceno en la vida vegetal. En 2007 recibió el premio E. Lucy Braun a la excelencia en ecología En 2010 recibió el premio Cooper de la Ecological Society of América. También recibió la beca Whitbeck Dissertator de la Universidad de Wisconsin. Después de su doctorado, Gill se desempeñó como becaria postdoctoral Voss en la Universidad de Brown.

## Investigación
Gill una ecóloga que estudia la Edad de Hielo utilizando experimentos naturales del pasado para comprender los impactos del cambio climático en la extinción y las interacciones de diferentes especies, comunidades y ecosistemas. Es profesora asistente con un cargo conjunto en el Instituto de Cambio Climático y el Departamento de Biología y Ecología de la Universidad de Maine. Allí, Gill dirige el laboratorio BEAST para investigaciones sobre biodiversidad y entornos en el espacio y el tiempo. Utilizando sedimentos y fósiles de lagos y pantanos, estudia el cambio climático durante los últimos 20.000 años. Se concentra en el Período Cuaternario, una era de glaciaciones alternas y subsiguientes periodos cálidos. Su investigación sugiere que los megaherbívoros ayudaron a que los ecosistemas en los que viven sean más resistentes al cambio climático. Actualmente está trabajando con los núcleos de sedimento de Jamaica, buscando desarrollar un registro ambiental de incendios, vegetación y clima de 10,000 años. Gill está involucrada en el Proyecto 23, que reconstruirá la red alimentaria, para aprender cómo diferentes especies estaban conectadas cuando no estaban bajo estrés climático.
En 2019, mientras filmaba el documental "Lost Beasts of the Ice Age" en Siberia, Gill fue hospitalizada por una trombosis venosa profunda que se manifestó como múltiples coágulos de sangre tanto en sus piernas como en sus pulmones. Tras recuperarse en un hospital de Yakutsk, Rusia, regresó a su hogar en Maine.

## Divulgación científica

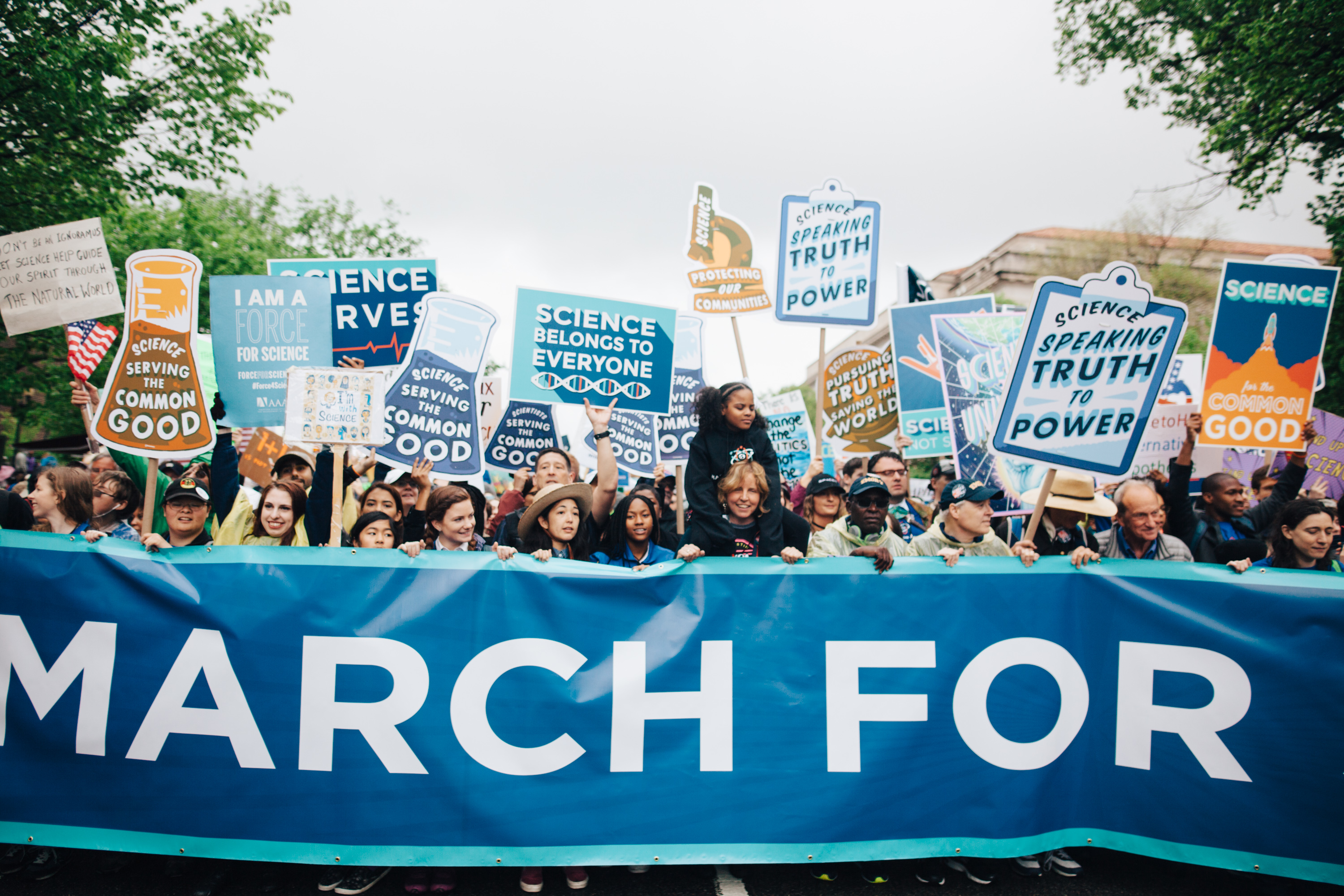
El multitud en la Marcha por la Ciencia, Washington D. C.

Gill contribuye regularmente a la comprensión pública de la ciencia y la conservación del clima. Está interesada en la diversidad STEM, cómo los científicos adoptan los nuevos medios y aumentan el acceso de discapacitados en las conferencias. Es copresentadora del podcast "Warm Regards" (fundado en julio de 2016) junto con el meteorólogo Eric Holthaus y el periodista climático Andy Revkin de The New York Times. Cuando Estados Unidos se retiró del Acuerdo Climático de París en 2017, Gill expresó: "Espero que la gente no vea esto y piense que todo está perdido". Se inspiró en la Marcha de las Mujeres en protesta por la elección de Donald Trump para organizar una Marcha por la Ciencia, que resultó en 600 manifestaciones el 22 de abril de 2017 (Día de la Tierra). Gill dejó el comité organizador debido a la resistencia de los líderes para abordar las desigualdades en la raza y género.